# Capilla de Santa Margarita (Edimburgo)
La capilla de Santa Margarita (en inglés: St Margaret's Chapel) se localiza en el castillo de Edimburgo, es el edificio más antiguo de Edimburgo, Escocia. Un ejemplo de la arquitectura románica, está clasificado como categoría A como un edificio protegido. Fue construida en el siglo XII, pero cayó en desuso después de la reforma. En el siglo XIX se restauró la capilla y en la actualidad es atendida por el Gremio de Capilla de Santa Margarita.
Santa Margarita de Escocia (c. 1045 - 16 de noviembre de 1093) fue una princesa inglesa de la casa de Wessex, la hermana de Edgar Ætheling. Margarita y su familia huyeron a Escocia después de la conquista normanda de Inglaterra de 1066. Alrededor de 1070 se casó con Malcolm III de Escocia. Era una mujer piadosa, y entre muchas obras de caridad estableció una ruta para cruzar el Firth of Forth para los peregrinos que viajaban a la abadía de Dunfermline. De acuerdo a la Vida de Santa Margarita, atribuida a Turgot de Durham, murió en el castillo de Edimburgo en 1093, pocos días después de recibir la noticia de la muerte de su esposo en la batalla. En 1250 fue canonizada por el papa Inocencio IV.